# Martha Haushofer
Martha Haushofer, geborene Mayer-Doss (* 21. April 1877 in Mannheim; † 10. März 1946 in Hartschimmelhof bei Pähl am Ammersee), war eine deutsche Schriftstellerin, Frauenrechtlerin und wissenschaftliche Mitarbeiterin des Geopolitikers Karl Haushofer.

## Leben und berufliche Entwicklung
Martha Mayer-Doss wurde am 21. April 1877 in Mannheim geboren als Tochter des jüdischen Zigarrenfabrikanten Georg Ludwig Mayer-Doss (1847–1919), der 1882 zum Katholizismus übertrat, und seiner Ehefrau Christine, geborene von Doss (1854–1930). In jungen Jahren wurde ihr vom Vater die Entfaltung ihrer starken intellektuellen Neigungen und Fähigkeiten strikt verwehrt. 1895 zog die Familie nach Partenkirchen. Im selben Jahr lernte Martha kurz vor ihrem 18. Geburtstag den acht Jahre älteren Artillerie-Leutnant Karl Haushofer kennen. Die kirchliche Trauung erfolgte 1896 in der Wallfahrtskirche St. Anton oberhalb von Partenkirchen.
Im selben Jahr wurde Martha Haushofer Mitglied eines Frauenvereins, der sich 1899 den Namen Verein für Fraueninteressen e.V. gab. In der ersten Mitgliederliste wurde sie neben der Schwägerin Marie Haushofer, dem Schwiegervater Max Haushofer Jr. und seiner späteren Frau Emma Merk geführt. 1897 erfolgte ihre Wahl in den Vorstand, in dem sie bis 1919 verblieb. Von 1897 bis 1902 übte sie im Verein die Funktion der Schriftführerin und Kassenverwalterin aus. In den Veranstaltungen referierte sie über verschiedene Themen der Frauenarbeit und die sich daraus ableitenden rechtlichen Anforderungen, außerdem über August Strindberg und Rahel Varnhagen. Ihre erste große Veröffentlichung war die Übersetzung des Buches von Anatole France „Der Gaukler unserer lieben Frauen“. Ab 1898 arbeitete sie in der Rechtsschutzstelle des Vereins.
Mit einer Sondergenehmigung wurde sie 1898, ohne Abitur, als Hörerin für die Veranstaltungen der Universität München zugelassen. Haushofer war sprachbegabt und beherrschte mehrere Sprachen wie Japanisch, Französisch und Englisch. Sie interessierte sich stark für Politik und rechtliche Fragen. Ihre Interessen wurden von ihrem Mann nur geduldet, da sie seinen Vorstellungen von der Rolle der Frau widersprachen. Von ihrem Wesen her war sie rational und unerschrocken. Da sie auch für die militärischen Belange ihres Ehemannes ein offenes Ohr hatte und sich mit diesen Dingen auseinandersetzte, vertraute er ihr auch dienstliche Geheimnisse an. Wusste er doch, dass er bei ihr in solchen Angelegenheiten auf volle Verschwiegenheit rechnen konnte. Als zukünftigen Lebensort für die junge Familie Haushofer kaufte ihr Vater 1900 den Hartschimmelhof bei Pähl am Ammersee. Am 7. Januar 1903 wurde ihr Sohn Albrecht Haushofer und 1906 ihr zweiter Sohn Heinz Haushofer geboren.
Ihr Ehemann Karl Haushofer war inzwischen zum Hauptmann befördert und 1908 in die Zentralstelle des bayrischen Generalstabs versetzt worden. Da ihn das „rein“ Militärische nicht mehr sonderlich interessierte, hatte er sich auf Marthas Drängen 1907 für eine Auftragsreise nach Ostasien beworben. Am 24. Juni 1907 erhielt er Kenntnis, dass er für diese Expedition ausgewählt wurde. Von der Abgabe der Bewerbung an stand aber fest, dass beide diese Reise nur gemeinsam antreten würden. Denn, wie Martha Haushofer in ihrem Reise-Tagebuch notierte: „ich war ja eigentlich die treibende Kraft bei dem Entschluß gewesen.“ Karl Haushofer bezog Martha von Beginn an intensiv in die Reisevorbereitungen mit ein. Das betraf das Zusammenstellen und Studieren verfügbarer Fachliteratur über die einzelnen Länder, das Anfertigen von Länderskizzen, die Überprüfung vielleicht schon bestehender Kontakte und die Konsultation mit Personen, die bereits über konkrete Ländererfahrungen verfügten. Zum Erlernen der Sprache bedienten sie sich des Japaners Murata, wobei Martha Haushofer mit der japanischen Sprache recht gut zurechtkam. Ihr Ehemann bezeichnete seine Beherrschung des Japanischen noch 1913 in einem Aufsatz als „schlecht und recht“. Kurz vor Reiseantritt wurden die Kinder in die Obhut der Großeltern nach Partenkirchen gegeben.

## Aufenthalt in Japan
Als Termin der Abreise war der 19. Oktober 1908 festgelegt worden. Der kleinen Reisegesellschaft gehörten außer den Eheleuten Haushofer noch an: der Mitarbeiter des Generalstabes Heinrich Graf von Luxemburg (1874–1960) und der Strafrechtler und Cousin von Martha, Max Ernst Mayer (1875–1923). Über die Reise führte Martha ein Tagebuch, um die vielen neuen und wissenschaftlich verwertbaren Kenntnisse recht authentisch festhalten zu können. Für Karl Haushofer bestand das Ziel der Auftragsreise darin, die politische und militärische Situation in den besuchten Ländern genau zu studieren, zur Festigung der Beziehungen dieser Länder mit Deutschland beizutragen und dabei mögliche strategische Partnerschaften zu überprüfen. Vor allem Japan war aus militärischen Überlegungen mit in das Besuchsprogramm aufgenommen worden, weil sich der Auftraggeber wichtige Informationen aus den Erfahrungen des Russisch-Japanischen Krieges versprach. In Japan selbst war vorgesehen, Karl Haushofer zur deutschen Gesandtschaft in Tokio für einen längeren Dienstaufenthalt abzukommandieren und anschließend bei einem japanischen Feldartillerieregiment, in der Nähe von Kyoto als militärischen Beobachter einzusetzen. Marthas Aufgabe bestand in der Dokumentation der gesammelten Eindrücke, der Reisebegleitung ihres Gatten, der von Natur her kein „Weltreisender“ war, und darin, mit ihren fortgeschrittenen Sprachkenntnissen die Kontaktpflege und Gesprächsführung zu unterstützen.
Am 19. Oktober 1908 bestieg man in Genua den Reichspostdampfer „Goeben“ und erreichte über Indien, Ceylon, Singapur, Hongkong nach vier Monaten, am 19. Februar 1909, Japan. In Tokio wurden sie von den Angehörigen der deutschen Botschaft begrüßt und mit hohen Amtsträgern der Regierung und des Militärs bekannt gemacht. Der Aufenthalt hier dauerte 7 Wochen. Tokyo befand sich als Stadt noch in einem deutlichen Umbruchs- und Entwicklungsprozess und die Menschen, die sie auf Empfängen kennenlernten, verhielten sich zwar höflich, aber distanziert. Dennoch gelang es bereits hier, gute Kontakte zu führenden japanischen Militärs und auch zu Politikern herzustellen. Wie Martha in ihrem Reisetagebuch vermerkte, waren sie froh, die Weiterreise antreten zu können, da sie den Eindruck gewonnen hatten, hier nicht die realen japanischen Gepflogenheiten und Traditionen kennengelernt zu haben. Tatsächlich jedoch war den Erwartungen ihres Ehemanns, im ersten Jahr die Aufgaben des Militärattachés in Tokyo wahrzunehmen, nicht stattgegeben worden. Als Major der bayrischen Armee sah er es für nicht standesgemäß an, sich dem amtierenden Militärattaché Hauptmann Paul Walter Bartels unterzuordnen. Deshalb entschied er, nach nur sieben Woche die so nicht geplante Reise fortzusetzen.
Von Tokio aus ging die Reise weiter in die Regionen des südwestlichen Japans. Die Regenzeit verbrachten sie in Kyoto und erreichten im August 1909 die Region um den Fujiyama. In dieser Phase der Reise hatte Karl Haushofer erhebliche Depressionen und Zukunftsängste. War ihm doch völlig unklar, welche Aufgabe ihn nach der Rückkehr nach Deutschland erwarteten würde. Denn bereits vor Reiseantritt haderte er erheblich mit den ihm zugewiesenen militärischen Aufgabenstellungen. Das wurde noch verstärkt durch ein heftiges Heimweh, das ihn gepackt hatte. Hier war Martha Haushofer gefordert, ihn aufzubauen und ihm zu helfen, den Blick nach vorn zu richten. Im September 1909 besichtigten sie den Fortschritt der japanischen Eisenbahnbauten in der von Japan besetzten Mandschurei. Sie schlossen Kontakte zu Offizieren der japanischen Besatzungstruppen in Tianjin und lernten hier den Sekretär der Botschaft Honda Kumatarō (1874–1948), den späteren japanischen Botschafter (ab 1924) in Berlin kennen. Weiter führte sie die Reise nach Fushimi-ku (Kyōto), wo das Artillerieregiment stationiert war, der eigentliche Höhepunkt der Studienreise. In ungewöhnlicher Offenheit wurden sie hier empfangen, vertraut gemacht mit sehr internen militärischen Sachverhalten. Hier fühlte sich Karl Haushofer in seinem eigentlichen Element und es gelang, auf der Grundlage gemeinsamer Sympathien zu zahlreichen Japanern auch freundschaftliche Beziehungen aufzubauen. Überhaupt erreichten beide Haushofers, wie kaum ein Anderer nach ihnen, einen ungeheuer hohen Bekanntheitsgrad. Damit entstand eine entscheidende Basis für das spätere wissenschaftliche und populistische Agieren von Martha und Karl Haushofer in den 1920er und 1930er Jahren auf dem Gebiet der Geopolitik.
Auf der Rückreise, die man am 15. Juni 1910 antrat und die von Kyoto über Wladiwostok, Irkutsk, Moskau und Warschau nach München führte, erkrankte Karl Haushofer und bedurfte der Pflege durch Martha. Während sich seine Genesung bis 1912 hinauszögerte, begann Martha sofort nach der Heimkehr mit dem Ordnen der Eindrücke und gesammelten Informationen. Vor allem schrieb sie den pflichtgemäß zu erstellenden Aufenthaltsbericht, während ihr Ehemann Teile vom Krankenbett aus diktierte. Sie vervollständigte und ergänzte die Aufzeichnungen ihres Reisetagebuches, fertigte Übersichten an und recherchierte Sachverhalte in der Fachliteratur. Ergänzend dazu besuchte sie zahlreiche Vorlesungen und Veranstaltungen, die der wissenschaftlichen Arbeit ihres Mannes dienten, zum Beispiel Veranstaltungen des Geografischen Instituts in München und Vorträge des Geowissenschaftlers Erich von Drygalski (1865–1949). Einige der asiatischen Themen verarbeitete sie selbst schriftstellerisch und wuchs damit zugleich in die Rolle einer unersetzlichen wissenschaftlichen Mitarbeiterin ihres Ehemannes hinein. An der Erarbeitung seiner Betrachtungen über Groß-Japans Wehrkraft „Dai Nihon“, das 1913 erschien, hatte sie sehr großen Anteil. Es war, wie sie in den Familienaufzeichnungen notierte: „K's erstes Buch in gemeinsamer Arbeit“. Karl Haushofer würdigte das, in dem er ihr diese Arbeit widmete, die der Grundstein seiner wissenschaftlichen Karriere wurde.

## Weitere Berufsentwicklung bis 1932
Martha Haushofer nahm nach der Rückkehr auch ihre Arbeit im Verein für Fraueninteressen wieder auf. Sie trat 1913 in den Vorstand ein, schrieb einen Nachruf für die kürzlich verstorbene Ika Freudenberg und das Vorwort zu ihrer Schrift Was die Frauenbewegung erreicht hat. Kurz hintereinander veröffentlicht sie drei Aufsätze, in denen sie die Eindrücke ihres Aufenthaltes im asiatischen Raum verarbeitete. 1912 erschien der Artikel Im größten Krater der Welt über den Aso (Vulkan) auf Kyūshū, ein Jahr später der Aufsatz Das japanische Naturgefühl sowie 1913 und 1914 der Artikel Die nationale Reformbewegung in Ceylon.
Vom Beginn des Ersten Weltkriegs 1914 an durchlief Karl Haushofer eine militärische Blitzkarriere, die ihn vom Major bis zum Generalmajor aufsteigen ließ. In dieser Zeit korrespondierte Martha Haushofer über aktuelle politische Bücher und wissenschaftliche Neuerscheinungen, Fragestellungen aus dem Bereich der Frauenbewegung und verfolgte vor allem geopolitische Themen weiter. Sie sammelte Material, ordnete Unterlagen, konzipierte, redigierte, schrieb wissenschaftliche Texte und dachte über die Zukunft nach dem Krieg nach. Das bewegte sie vor allem, weil ihr Ehemann bereits vor der Japanreise keinen Hang mehr hatte, zur „Truppe“ zurückzukehren. Andererseits prägte ihr Leben der Niedergang des deutschen Kaiserreiches als Folge des Krieges und die Möglichkeiten, die sich ihnen im Rahmen der Weimarer Republik boten. Gemeinsam traten die Haushofers mit ihrem Sohn Albrecht 1919 der nationalliberalen Deutschen Volkspartei (DVP) bei, die noch am ehesten die politische Interessenlage der Familie zu diesem Zeitpunkt widerspiegelte. Karl Haushofer nahm 1919 seinen Abschied vom Militär und begann, unterstützt durch Martha Haushofer, eine wissenschaftliche Karriere, die ihn zu den Begründern der Geopolitik nach dem Muster Friedrich Ratzels (1844–1904) werden ließ. Von unschätzbarem Wert, fast ein Alleinstellungsmerkmal, war ihnen dabei, dass sie über intensive Beziehungen nach Japan verfügten, nicht nur zu militärischen, sondern auch zu politischen, diplomatischen und wirtschaftlichen Kreisen. Das wurde dadurch vervollständigt, dass sie durch die deutsche Botschaft in Tokio gut über aktuelle politische Vorgänge unterrichtet wurden. Zahlreiche japanische Persönlichkeiten waren in den 1920er Jahren, bei ihrem Aufenthalt in Deutschland, Gast des Hauses Haushofer: zum Beispiel 1921 der Staatsrechtler Takerabe Seiji (1881–1940), 1925 der Wirtschaftswissenschaftler Hira Yasutaro (1896–1970), außerdem der freundschaftlich mit ihnen verbundene Botschafter Honda Kumatarō, der 1924 sein Beglaubigungsschreiben in Berlin überreichte, und der Militärattaché Watanabe Ryozo. Die Haushofers verfügten auch über Verbindungen zur entstehenden nationalsozialistischen Bewegung, in erster Linie über Rudolf Heß (1894–1987), der 1919 durch einen gemeinsamen „Frontkameraden“ Kontakt mit den Haushofers schloss. Er war ein ständiger Gast und Freund des Hauses sowie zeitweilig als Assistent der Haushofers tätig. Als Heß 1923 wegen seiner Beteiligung am Hitler-Putsch in München auf der Festung Landsberg am Lech inhaftiert wurde, besuchte ihn Karl Haushofer mehrfach und brachte ihm Bücher mit. Bei dieser Gelegenheit kam es auch zu einer ersten Begegnung mit Adolf Hitler.
Sehr stark im Fokus bei Martha Haushofer standen der neu ins politische Leben getretene Ansatz der Geopolitik als Wissenschaft und Diskussionen über Zukunftsoptionen eines strategischen Bündnisses zwischen Berlin, Moskau und Tokyo. Durch die guten Kontakte zu japanischen Militärs und Politikern wurde das von beiden Haushofers verfolgte Konzept der „Monsunländer“ einerseits in besonderer Weise gespeist von den aktuellsten Informationen aus Japan und bildete andererseits eine wichtige Grundlage zur Inspiration neuer strategischer Überlegungen zum internationalen Kräfteverhältnis nach dem Ersten Weltkrieg. 1924 gab Karl Haushofer das Buch Geopolitik des Pazifischen Ozeans: Studien über die Wechselbeziehungen zwischen Geographie und Geschichte, erschienen im Vowinckel Verlag Berlin 1924, heraus und beschrieb darin für Japan eine strategische Vorreiterrolle im asiatischen Raum. Martha war an der Erstellung des Werkes aktiv beteiligt, hatte Recherchen durchgeführt, fremdsprachige Texte übersetzt und weitere unterstützende Aktivitäten durchgeführt. Doch auch eigene Veröffentlichungen konnte sie vorweisen. So erschienen ihre Übersetzungen Verlorene Herrschaft: Wie England Indien aufgab von A.L.Carthill (1923) und Geographie und Weltmacht: Eine Einführung in die Geopolitik von James Fairgrieve (1925) jeweils im Kurt Vowinckel Verlag, Berlin. Karl Haushofer hatte für beide Bücher nur das Vorwort verfasst. Sein Buch Bausteine zur Geopolitik erschien 1928 im selben Verlag.

## Ab 1933
Ab 1933 veränderten sich die politischen Rahmenbedingungen für Martha Haushofer gravierend. Mit den Bedingungen der Weimarer Republik hatte sie sich schnell arrangiert. Ein System mit extrem ideologischer Polarisierung und absolutem Totalitätsanspruch entsprach nicht ihrer Denkhaltung. Ein erstes deutliches Signal erhielt die Familie, als im März auf Grund einer Denunziation wegen angeblichen Waffenbesitzes eine Hausdurchsuchung bei ihnen stattfand. Aber auch persönlich entstand für Martha Haushofer, die sich inzwischen zu einer öffentlich beachteten Person entwickelt hatte, eine schwierige Situation. Als „Halbjüdin“ war sie diskriminiert und gefährdet und geriet durch den zunehmenden Antisemitismus in der Öffentlichkeit immer mehr in Bedrängnis. Der damalige „Stellvertreter des Führers“ Rudolf Heß stellte auf Bitte einen sogenannten „Schutzbrief“ für Martha Haushofer aus, der ihr zumindest vor Zugriffen und direkten Verfolgungen etwas Sicherheit bot. Aber dennoch musste sie sich in ihrer Arbeit bei öffentlichen Auftritten oder bei Publikationen außerordentlich zurückhalten. Die Folge davon war, dass sie selbst keine Artikel mehr mit ihrem Namen zeichnete und auch keine Übersetzungen von Sachbüchern mehr veröffentlichte. Die wissenschaftliche Bearbeitung der geopolitischen Themen war davon aber nicht betroffen. Auch unterhielten die Haushofers weiter ihre persönlichen Beziehungen nach Japan und korrespondierten über geopolitische, strategische und militärische Themen. Dabei entstanden auch engere Beziehungen zu Joachim Ribbentrop (1893–1946), der zur damaligen Zeit noch außenpolitischer Berater Adolf Hitlers war. Über Ribbentrop wurde der älteste Sohn Albrecht Haushofer ab 1934 Berater und freier Mitarbeiter des Büros Ribbentrop. Geheime politische Missionen und Sonderaufträge führten ihn nach Großbritannien, Südostasien und 1937 auch nach Japan.
In der wissenschaftlichen Arbeit verfolgten die Haushofers vehement das Konzept der „Monsunländer“ und die Theorie, dass die künftige Weltherrschaft für Deutschland nur gemeinsam im Bündnis mit Moskau und Tokio erreichbar wäre. Dabei sahen sie ihre Aufgabe darin, den deutschen Politikern das geografisch-politische Wissen zur Verfügung zustellen, mit dem sie den Wiederaufstieg Deutschlands bewerkstelligen sollten. Obwohl sie einen anderen Ansatz als die Regierung Adolf Hitlers hinsichtlich der strategischen Rolle der Sowjetunion verfolgten, wurden sie 1936, auch durch den Einsatz ihres Sohnes Albrecht, Mitbeteiligte am Zustandekommen des Antikominternpaktes zwischen Deutschland und Japan. Mehrfach suchten sie die Gelegenheit, über ihre bündnis-strategischen Einschätzungen mit Adolf Hitler ins Gespräch zu kommen. Erst im Herbst 1938 fand Karl Haushofer eine Gelegenheit dazu am Rande einer öffentlichen Veranstaltung. Dabei bemühte er sich, Hitler vor weiteren militärischen Aktivitäten nach dem Münchener Abkommen zu warnen. Als er im Weiteren seine Auffassungen über die Konstellation und Bündnismöglichkeiten im asiatischen Raum ansprach, die im Gegensatz zur „politischen Linie“ standen, wurde das Gespräch durch Adolf Hitler brüsk abgebrochen. Danach mussten die Haushofers heftige Beschneidungen ihrer geopolitischen Aktivitäten und Forschungen hinnehmen. Dem praktizierten Nationalsozialismus standen sie zunehmend ablehnend gegenüber.
Im Februar 1939 hatte Karl Haushofer seine Tätigkeit als Hochschullehrer aufgegeben. Damit war die wichtigste Basis ihrer wissenschaftlichen Arbeit zerstört. Der Ausbruch des Zweiten Weltkrieges im September 1939 und der Überfall Deutschlands auf die Sowjetunion im Juni 1941 stürzte beide Haushofers in eine heftige Krise. Karl Haushofer verfiel in schwere Depressionen. Nur ihr Sohn Albrecht hielt noch eine Verbindung zum politischen System aufrecht durch seine nebenamtliche Tätigkeit in der Informationsabteilung des Auswärtigen Amtes in Berlin. Diese verlor er jedoch, als er nach Rudolf Heß’ Flug nach Schottland am 10. Mai 1941 kurzzeitig inhaftiert wurde. Martha und Karl Haushofer, die sich auf ihren Hartschimmelhof bei Pähl am Ammersee zurückgezogen hatten, gerieten ebenfalls in das Visier der Gestapo. Nach dem Hitler-Attentat vom 20. Juli 1944 tauchte Albrecht Haushofer unter, während Heinz Haushofer am 25. August 1944 verhaftet wurde. Albrecht und Karl Haushofer wurden dann am 7. Dezember 1944 festgenommen. Karl Haushofer verbrachte einen Monat als Häftling im Konzentrationslager Dachau. Heinz Haushofer wurde erst am 22. April 1945 wieder freigelassen, Albrecht Haushofer in der Nacht zum 23. April 1945 von einem SS-Kommando ermordet.
Am 10. März 1946 töteten Martha und Karl Haushofer sich an einer abgelegenen Stelle ihres Hartschimmelhofes mit Arsen. Ihrem Rechtsanwalt schrieben sie, sich dazu in unheilbarer Trauer über das Schicksal des deutschen Volkes und die Ermordung ihres Sohnes Albrecht, die den Sinn ihres Lebenswerkes und den Erben ihres wissenschaftlichen Werkes vernichtet hätten, entschieden zu haben. Das Ehepaar wurde auf dem Hartschimmelhof beigesetzt.

## Eigene Arbeiten und Veröffentlichungen
- „Das Japanische Naturgefühl“ in: Geist des Ostens – Zeitschrift der Gesellschaft für Kunde des Ostens, Herausgeber Hermann von Staden (1868–1927), München, 1. Jahrgang 1913, Heft 3 S. 147 books.google
- „Die nationale Reformbewegung in Ceylon“ (Rubrik: West-östlicher Erdgeist) in: Geist des Ostens, 1. Jahrgang Heft 11 S. 664, Heft 12 S. 721 books.google und 2. Jahrgang S. 116 books.google
- „Japan: Die Helden von Tsingtau“ (Rubrik: West-östlicher Erdgeist) in: Geist des Ostens, 2. Jahrgang, S. 456 books.google
- Anatole France, „Der Gaukler unserer lieben Frau“ (Übersetzung) in: Jugend Band I, Nr. 8 vom 22. Februar 1896
- „Zwischen Antung und Mukten“ in: Münchner Neueste Nachrichten (MNN) vom 20. März 1910
- „Allerhand Koreanisches“ Teil I. in: MNN vom 6. Juli 1911
- „Allerhand Koreanisches“ Teil II. in: MNN (ohne Datum)
- „Jishin, Kaminari, Kwaji, Oyaji: Die vielen Schrecknisse der Japaner“ in: Frankfurter Zeitung vom 6. September 1911
- „Ika Freudenberg“ (Nachruf) in: Extrablatt des Bundes deutscher Frauenvereine vom 1. Februar 1912
- „Chinesen und Mandschu“ in: MNN vom 7. Februar 1912
- „Im Dienste der sozialen Hilfskraft“ in: Zeitschrift – Frauenstreben vom 27. April 1912
- „Peking aus der Vogelschau“ in: Die Zeit vom 5. März 1912
- „Kinderlesehallen“ in: Zeitschrift – Jugend-Heim vom 1. August 1912
- „Die Ausstellung zur Bekämpfung der Schundliteratur in München“ in: Zeitschrift – Hochwacht Nr. 8 von 1912
- „Im größten Krater der Welt“ in: Kosmos Jahrgang 1912, Heft 12, S. 481-5 books.google

- gemeinsam mit Lotte Willich Herausgeberin "Die weibliche Dienstpflicht, München 1916
- Dr. Gertrud Wolf „Der Frauenerwerb in den Hauptkulturstaaten“ (Rezension) München 1916
- Dr. med. von Kemnitz "Das Weib und seine Bestimmung – Ein Beitrag zur Psychologie der Frau und zur Neuorientierung ihrer Pflichten (Rezension) München 1917
- „Haushalt in Japan“ in: Frauen Zeitung Nr. 38 von 1920
- „Auswandernde Frauen“ in Frauen Zeitschrift, Beilage, 1920
- A.L. Carthill „Verlorene Herrschaft. Wie England Indien aufgab“ (Übersetzung) Kurt Vowinckel Verlag, Berlin 1924
- James Fairgrieve „Geographie und Weltmacht. Eine Einführung in die Geopolitik“ (Übersetzung) Kurt Vowinckel Verlag, Berlin 1925